# Endasys annulatus
Endasys annulatus là một loài tò vò trong họ Ichneumonidae.